# Crotone
Crotone (ógörögül: Krotón; latinul: Crotona) város (közigazgatásilag comune) Calabria régiójában, Crotone megyében. 

## Fekvése
A megye keleti részén fekszik, a Jón-tenger partján, az Esaro folyó torkolatánál. Határai: Cutro, Isola di Capo Rizzuto, Rocca di Neto, Scandale és Strongoli.

## Története

### Ókor
A várost i. e. 710-ben akháj telepesek alapították Krotón néven. Évszázadokon keresztül Krotón volt Magna Graecia egyik legvirágzóbb városa. Lakosai elsősorban fizikai erejükről és egyszerű életvitelükről voltak híresek. I. e. 588-tól kezdődően Krotónból számos olimpiai győztes került ki, közülük a leghíresebb Milón volt. Hérodotosz szerint a Krotónból származtak Görögország leghíresebb orvosai is. I. e. 530-ban Püthagorasz itt alapította meg iskoláját. Tanítványai közül a leghíresebbek Alkmaión és Philolaosz voltak. I. e. 510-ben Krotónból százezres nagyságrendű hadsereg indult a város nagy ellensége Szübarisz ellen, amelyet rövid idő alatt elfoglaltak és elpusztítottak. Röviddel ezután a városlakók elűzték a városvezetésben egyre nagyobb befolyással bíró püthagoreusokat, akik Tarentumban találtak menedékre. I. e. 480-ban Krotón hajókat küldött a görögök megsegítésére a szalamiszi csatában, de még abban az évben a hadserege vereséget szenvedett Lokroi és Rhegium egyesített csapataitól, minek következtében a város hanyatlásnak indult. Dionüszosz, Szürakúza türannusza i.e 379-ben elfoglalta a várost. Tizenkét év múlva a bruttiusok szerezték meg, kivéve citadelláját, amelyben a maradék lakosság menedékre lelt. I. e. 295-ben Agathoklész szürakúzai türannusz foglalta el. Amikor az epiruszi Pürrhosz partra szállt Itáliában (i. e. 280-278, 275) Krotón még mindig Magna Graecia egyik legjelentősebb városa volt tizenkét mérföld hosszúságú fallal körbevéve. A pürrhoszi háborúk után rövid ideig elnéptelenedett. I. e. 277-ben behódolt Róma hatalmának. A cannaei csata után a krotóniak fellázadtak a rómaiak ellen és a város három éven keresztül a Hannibal vezette karthágói seregek bázisa volt. A rómaiaknak csak i. e. 205-ben sikerült visszafoglalniuk. I. e. 194-ben római kolónia lett.

### Középkor
A Nyugatrómai Birodalom bukása után, 555-ben a Totila vezette osztrogótok foglaltál el, majd később a bizánciak birtoka lett. 870-ben a szaracénok elpusztították a várost, lakosságának nagy részét pedig lemészárolták. II. Ottó német-római császár 982-ben hadjáratot indított a város elfoglalására, de a bizánciaknak a szaracénok segítségével sikerült visszaverniük a támadó seregeket. A normannok érkezésével, a  11. századtól kedve a Szicíliai- majd a Nápolyi Királyság része lett. 

### Modern kor
1861-ben az egyesült Olasz Királyság részévé vált.
A két világháború közötti időszakban, a tarantói és messinai kikötők közötti helyzetének köszönhetően gyors iparosodásnak indult. 1930-ban népessége megduplázódott.
A második világháborút követően a város két nagy ipari konglomerátuma a Pertusola Sud és a Montedison összeomlott és így az 1980-as évek elején Crotone súlyos gazdasági válságba került. Napjainkban a városmegújítási politikának köszönhetően gazdasági helyzete stabilizálódott.

## Népessége
A népesség számának alakulása:

## Főbb látnivalói
- Santa Maria Assunta-katedrális (duomo) – a 9-10. században épült, de többször is átépítették. Homlokzata neoklasszicista, belsője barokk. A Fekete Madonna szentképéről úgy   tartják, hogy a kereszténység első éveiben hozták a városba Közel-Keletről.
- V. Károly vára (castello) – a 16. században épült. Ma a városi Régészeti Múzeumnak ad otthont.
- Régészeti Múzeum - görög kézműves ékszereket, így egy Hérának tulajdonított aranykoronát őriznek itt
- Colonna-foki világítótorony
- Palazzo Zurlo-Soda
- Palazzo Morelli
- Palazzo Morace
- Palazzo Montalcini
- Palazzo Lucifero
- Palazzo Galluccio
- Palazzo Berlingieri
- Palazzo Brasacchio
- Santa Chiara-templom
- Santa Rita-templom
- Santa Maria del Carmine-templom
- San Giuseppe-templom
- Teatro Apollo

## Közlekedés
A város repülőterét (Sant’Anna repülőtér) charterjáratok használják. A város vasúton is megközelíthető a Reggio Calabria-Taranto vonalon. A város közelében halad a Salerno-Reggio Calabria autópálya. Kikötőjét elsősorban turistahajók veszik igénybe.